# Arkhawang
Arkhawang (nep. अर्खवाङ) – gaun wikas samiti w zachodniej części Nepalu w strefie Lumbini w dystrykcie Gulmi. Według nepalskiego spisu powszechnego z 2001 roku liczył on 291 gospodarstw domowych i 1512 mieszkańców (798 kobiet i 714 mężczyzn).